# Elisabet Liljegren
Elisabet "Lisa" Liljegren, född 1867, död 1914, var en svensk frälsningssoldat.
Liljegren var överste vid frälsningsarmén i Stockholm och från 1893 chef för dess slumarbete. Genom Liljegrens insatser upprättades lokalstationer för slumarbetet runt om i hela Sverige.